# Орыскудук
Орыскудук (каз. Орысқұдық) — упразднённое село в Жетысайском районе Туркестанской области Казахстана. Входило в состав Каракайского сельского округа. Исключено из учётных данных в 2023 году. Код КАТО — 514467700.

## Население
По данным 1999 года, в селе не было постоянного населения. По данным переписи 2009 года, в селе проживало 85 человек (48 мужчин и 37 женщин).